# Традиционный якутский костюм

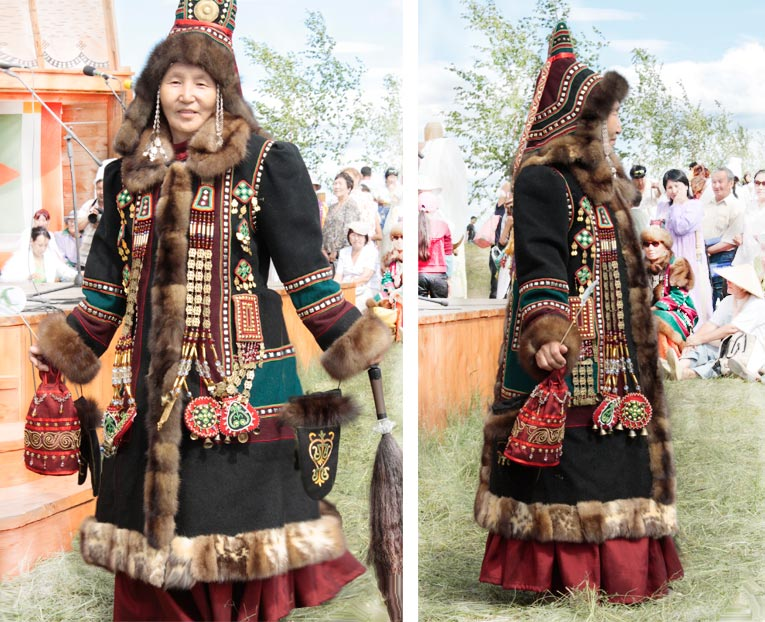
Якутский национальный костюм «бууктаах сон»

Традиционный якутский костюм (якут. саха таҥаһа) — это национальный костюм якутов. В нём сочетаются культурные традиции разных народов, он приспособлен для полярного климата, что отражается как в крое одежды, так и в её оформлении.

## Описание
Сложившаяся в ХΙΙΙ веке якутская одежда сочетает в себе множество разнородных элементов. Особенно ярко это проявляется в верхней одежде, где отмечается использование самых разных по фактуре и цвету материалов: разношерстый мех, сукно, жаккардовый шёлк, ровдуга, кожа. Костюм украшается орнаментальными вставками, бисером, металлическими украшениями и подвесками. Претерпевая различные трансформации и модификации, под влиянием происходящих исторических событий в социальной и культурной жизни этноса, народный костюм сохраняет древнейшие художественные традиции.

## Материалы и конструкция

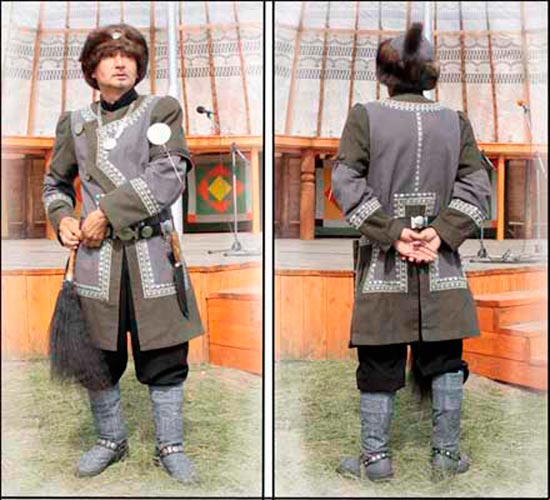
Мужской кафтан

Якутская дохристианская одежда XVII-XVIII вв. изготавливалась в основном из природных натуральных материалов — кожи, замши, меха домашних животных, так как основным видом хозяйственной деятельности якутов, как тюркского народа, было табунное коневодство и разведение крупного рогатого скота. Шкуры пушных зверей использовались для дополнительного утепления в зимних изделиях, в основном, в качестве отделки. Меховые полосы в два ряда нашивались по краю борта, низу изделия и рукава — приём оформления, обусловленный, прежде всего, холодным климатом и перенятый у северных народов. Привозные шёлковые, шерстяные ткани, полученные путём натурального обмена, применялись в качестве отделки, так как были дорогими. Китайская хлопчатобумажная ткань «дабы» шла на нательную одежду, но её могли позволить себе только богатые люди. Бедные же люди изготавливали нательные и летние изделия (рубахи, халатоподобную одежду) в основном из тонких замшевых кож.
У многих народов в основе покроя изделий лежит прямолинейный крой, как наиболее рациональный и часто обусловленный формой и размерами материала. Традиционный якутский крой в этом смысле не является исключением. Так, повседневные изделия в основном имеют прямокроеный стан и рукав. Женская одежда такого покроя, в отличие от мужской, декорируется или нашивками из прорезной кожи по кокетке или бисерными и меховыми полосами по краям борта и подола.

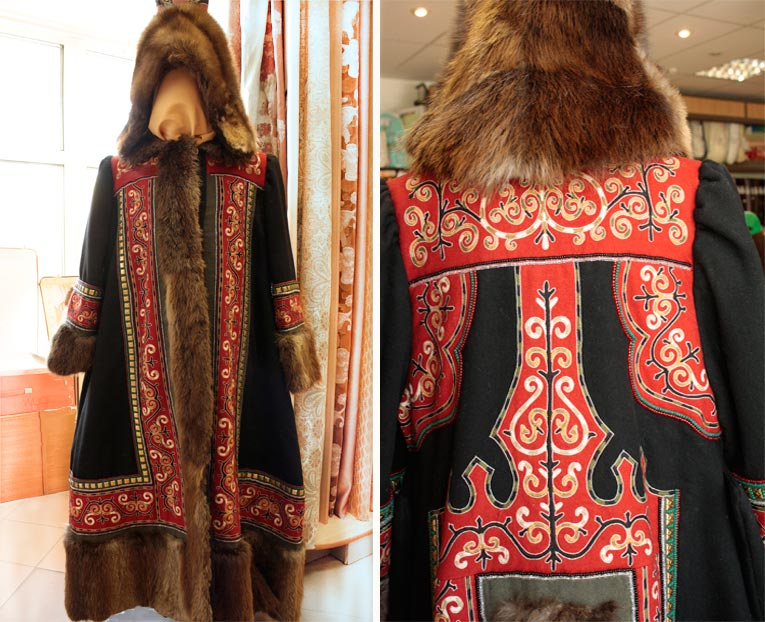
Женская одежда «кытыылаах сон»

Нарядная, праздничная одежда якутов, как правило, имеет более сложный покрой — обычно стан делают расширенным к низу, рукава имеют сборку по окату. Такой рукав называют «бууктаах», то есть, формы «буф», якуты заимствовали его из русской городской одежды, также как и отложные воротники. Облегчённые кафтаны с асимметричной застёжкой, характерные для прибайкальских народов, носили зажиточные якуты. Пальто богато декорировалось по борту бисерной вышивкой, металлическими элементами и узкой полоской дорогого меха (См. изображение мужского кафтана)
Особый интерес с точки зрения заимствования культурных традиций костюмов других народов представляет халатообразное изделие из ткани дабы с цельнокроеными рукавами, которую носили женщины летом. Эти изделия сильно отличаются от перечисленных выше изделий своей конструктивной формой. Очевидно, крой перенятый у восточно-азиатских народов, не имел большого распространения и развития из-за нерационального расхода ткани.

### Крой «оноолоох, бууктаах»

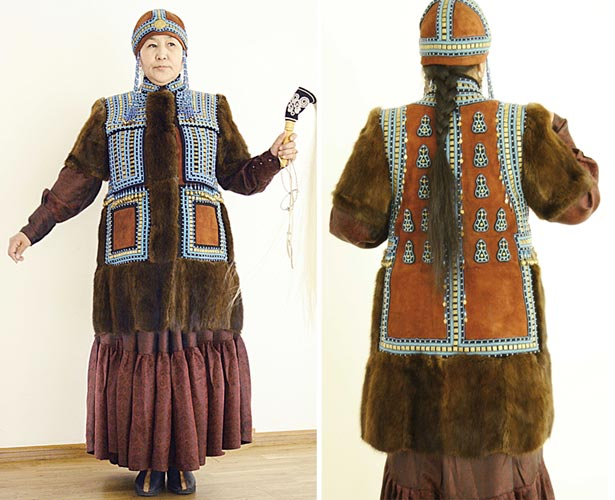
Женская одежда «таҥалай сон»

Наиболее распространенным и характерным для якутской одежды считается крой «оноолоох, бууктаах» — когда-то перенятый у русских военных и путешественников, но видоизменённый в соответствии с якутскими культурно-художественными традициями. Такие изделия обязательно имеют складки по боковым и среднему шву спинки («оноо») и рукав со сборкой по окату («буук»). Пальто такого покроя носили как мужчины, так и женщины. Различие проявлялось в декоративном оформлении. У мужчин пальто шили из кожи или ткани дабы. Пальто из ткани имело бархатный воротник и манжеты. Женские пальто такого покроя изготавливалось из меха или замши, в зависимости от сезонного назначения. Варианты пальто из замши шили с декоративными вставками из сукна или шёлка. Если размер шкуры не позволял изготовить объёмную, удлинённую одежду, например зимнее пальто «сагынньях», комбинировали разные материалы — замшу, мех пушных зверей, ткани. Другая разновидность такого покроя называется «кытыылаах». Как вид верхней одежды он распространился значительно позже, с распространением мануфактурных тканей. Эти изделия отличались от «оноолоох» тем, что по краю борта, низа изделия и рукава нашивалась широкая двойная полоса из сукна. Такую одежду женщины носили в прохладные дни.

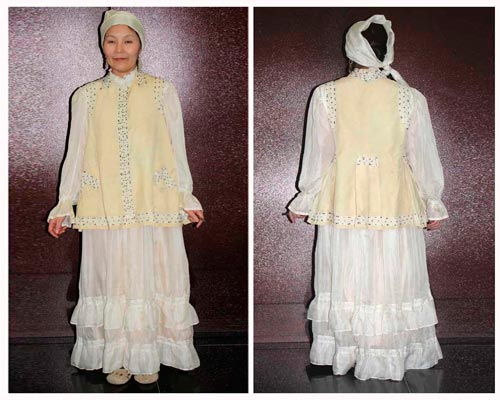
Костюм «хассыат, халадаай»

Наиболее древним считается крой одежды «таҥалай». Это изделие небольшого объёма, выполненное из ровдуги с меховой отделкой. Отличительные особенности этого изделия: меховая надставка в верхней части рукава; разрезы по боковым швам; декоративный элемент с металлическими подвесками на уровне талии по бокам. В разных вариациях подобное оформление присутствует во многих изделиях различного сезонного и функционального назначения. Наиболее ярким примером стиля «таҥалай» считается изделие с укороченным меховым рукавом, кокеткой, отлётным элементом по переду, богато декорированный бисером и металлической отделкой. По мнению некоторых исследователей, назначение одежды свадебное. Эти изделия бережно хранились, передавались по наследству как большая ценность. Однако, этот крой в дальнейшем не получил развития. К началу XX века он практически исчез из употребления.
В дальнейшем на развитие традиционной якутской одежды повлияло распространение и широкое использование тканей. Этот фактор повлиял не только на крой одежды, но и на культуру одежды якутов в целом.